# Litocranius walleri
Il gerenuk (in somalo garanuug; Litocranius walleri (Brooke, 1879)), noto anche come antilope giraffa, è un'antilope dal collo lungo diffusa in alcune regioni dell'Africa orientale. Unico membro del genere Litocranius, venne descritto per la prima volta dal naturalista Victor Brooke nel 1879. Caratterizzato dalla lunghezza di collo e zampe, raggiunge un'altezza di 80-105 centimetri e pesa 18-52 chilogrammi. Sul manto, particolarmente liscio, sono ben evidenti due tipi distinti di colorazione: il dorso bruno-rossastro, o «sella», e i fianchi più chiari, di colore dal fulvo al camoscio. Le corna, presenti solo nei maschi, sono a forma di lira: curvandosi all'indietro e poi leggermente in avanti, misurano 25-44 centimetri.

## Tassonomia
Il gerenuk venne descritto per la prima volta da Victor Brooke nel 1879 a partire da tre esemplari di sesso maschile provenienti dal «continente africano, a nord dell'isola di Zanzibar». Brooke lo battezzò con il nome scientifico Gazella walleri su richiesta di Gerald Waller (che aveva fornito tali esemplari), che volle chiamarlo così in onore del fratello defunto. La località tipo venne in seguito specificata da John Kirk, che si era impadronito originariamente di questi esemplari sulla «costa vicino al fiume Giuba nella Somalia meridionale» prima di consegnarli a Waller. Nel 1886 Franz Friedrich Kohl propose un nuovo genere per il gerenuk, Litocranius. Il nome comune deriva dal nome somalo dell'animale (gáránúug); il primo utilizzo documentato del nome risale al 1895. Per la sua somiglianza alla giraffa, la specie è nota anche come «antilope giraffa».
Sono state proposte due sottospecie, talvolta considerate specie indipendenti da alcuni autori.
- L. w. sclateri Neumann, 1899, il gerenuk settentrionale o di Sclater, diffuso dalla Somalia nord-occidentale (distretto di Berbera) fino a raggiungere il confine con l'Etiopia e il Gibuti;
- L. w. walleri (Brooke, 1879), il gerenuk meridionale o di Waller, diffuso dalla Tanzania nord-orientale, attraverso il Kenya, fino a Gallacaio (Somalia); in quest'ultimo paese il suo areale si spinge fino all'Uebi Scebeli e vicino al fiume Giuba.

Nel 1997 Colin Groves propose che Litocranius fosse un sister taxon del dibatag (Ammodorcas clarkei), un'altra specie dal collo similmente lungo, ma rigettò tale ipotesi nel 2000. Uno studio filogenetico del 1999 basato sull'analisi della subunità III del citocromo b e della citocromo c ossidasi dimostrò che la tribù degli Antilopini, cui il gerenuk appartiene, è monofiletica. Nel 2013 Eva Verena Bärmann e colleghi (dell'Università di Cambridge) rividero la filogenesi della tribù sulla base dell'analisi del genoma nucleare e mitocondriale. Il cladogramma che hanno realizzato (vedi sotto) ha mostrato che l'antilope saltante (Antidorcas marsupialis) forma un clado con il gerenuk; tale clade è risultato imparentato con quelli in cui si trovano la saiga (Saiga tatarica) e i generi Antilope (antilope cervicapra), Eudorcas, Gazella e Nanger.
|  | Gazella                                   |
|  |                                           |
|  | Antilope cervicapra (Antilope cervicapra) |
|  |                                           |

|  | Eudorcas |
|  |          |
|  | Nanger   |
|  |          |

|  | Gazella                                   |
|  |                                           |
|  | Antilope cervicapra (Antilope cervicapra) |
|  |                                           |

|  | Eudorcas |
|  |          |
|  | Nanger   |
|  |          |

|  | Gerenuk (Litocranius walleri)              |
|  |                                            |
|  | Antilope saltante (Antidorcas marsupialis) |
|  |                                            |

|  | Gazella                                   |
|  |                                           |
|  | Antilope cervicapra (Antilope cervicapra) |
|  |                                           |

|  | Eudorcas |
|  |          |
|  | Nanger   |
|  |          |

|  | Gazella                                   |
|  |                                           |
|  | Antilope cervicapra (Antilope cervicapra) |
|  |                                           |

|  | Eudorcas |
|  |          |
|  | Nanger   |
|  |          |

|  | Gerenuk (Litocranius walleri)              |
|  |                                            |
|  | Antilope saltante (Antidorcas marsupialis) |
|  |                                            |

|  | Gazella                                   |
|  |                                           |
|  | Antilope cervicapra (Antilope cervicapra) |
|  |                                           |

|  | Eudorcas |
|  |          |
|  | Nanger   |
|  |          |

|  | Gazella                                   |
|  |                                           |
|  | Antilope cervicapra (Antilope cervicapra) |
|  |                                           |

|  | Eudorcas |
|  |          |
|  | Nanger   |
|  |          |

|  | Gerenuk (Litocranius walleri)              |
|  |                                            |
|  | Antilope saltante (Antidorcas marsupialis) |
|  |                                            |

|  | Gazella                                   |
|  |                                           |
|  | Antilope cervicapra (Antilope cervicapra) |
|  |                                           |

|  | Eudorcas |
|  |          |
|  | Nanger   |
|  |          |

|  | Gazella                                   |
|  |                                           |
|  | Antilope cervicapra (Antilope cervicapra) |
|  |                                           |

|  | Eudorcas |
|  |          |
|  | Nanger   |
|  |          |

|  | Gerenuk (Litocranius walleri)              |
|  |                                            |
|  | Antilope saltante (Antidorcas marsupialis) |
|  |                                            |

|  | Gazella                                   |
|  |                                           |
|  | Antilope cervicapra (Antilope cervicapra) |
|  |                                           |

|  | Eudorcas |
|  |          |
|  | Nanger   |
|  |          |

|  | Gazella                                   |
|  |                                           |
|  | Antilope cervicapra (Antilope cervicapra) |
|  |                                           |

|  | Eudorcas |
|  |          |
|  | Nanger   |
|  |          |

|  | Gerenuk (Litocranius walleri)              |
|  |                                            |
|  | Antilope saltante (Antidorcas marsupialis) |
|  |                                            |

|  | Gazella                                   |
|  |                                           |
|  | Antilope cervicapra (Antilope cervicapra) |
|  |                                           |

|  | Eudorcas |
|  |          |
|  | Nanger   |
|  |          |

|  | Gazella                                   |
|  |                                           |
|  | Antilope cervicapra (Antilope cervicapra) |
|  |                                           |

|  | Eudorcas |
|  |          |
|  | Nanger   |
|  |          |

|  | Gerenuk (Litocranius walleri)              |
|  |                                            |
|  | Antilope saltante (Antidorcas marsupialis) |
|  |                                            |

|  | Gazella                                   |
|  |                                           |
|  | Antilope cervicapra (Antilope cervicapra) |
|  |                                           |

|  | Eudorcas |
|  |          |
|  | Nanger   |
|  |          |

|  | Gazella                                   |
|  |                                           |
|  | Antilope cervicapra (Antilope cervicapra) |
|  |                                           |

|  | Eudorcas |
|  |          |
|  | Nanger   |
|  |          |

|  | Gerenuk (Litocranius walleri)              |
|  |                                            |
|  | Antilope saltante (Antidorcas marsupialis) |
|  |                                            |

|  | Gazella                                   |
|  |                                           |
|  | Antilope cervicapra (Antilope cervicapra) |
|  |                                           |

|  | Eudorcas |
|  |          |
|  | Nanger   |
|  |          |

|  | Gazella                                   |
|  |                                           |
|  | Antilope cervicapra (Antilope cervicapra) |
|  |                                           |

|  | Eudorcas |
|  |          |
|  | Nanger   |
|  |          |

|  | Gerenuk (Litocranius walleri)              |
|  |                                            |
|  | Antilope saltante (Antidorcas marsupialis) |
|  |                                            |

|  | Gazella                                   |
|  |                                           |
|  | Antilope cervicapra (Antilope cervicapra) |
|  |                                           |

|  | Eudorcas |
|  |          |
|  | Nanger   |
|  |          |

|  | Gazella                                   |
|  |                                           |
|  | Antilope cervicapra (Antilope cervicapra) |
|  |                                           |

|  | Eudorcas |
|  |          |
|  | Nanger   |
|  |          |

|  | Gerenuk (Litocranius walleri)              |
|  |                                            |
|  | Antilope saltante (Antidorcas marsupialis) |
|  |                                            |

|  | Gazella                                   |
|  |                                           |
|  | Antilope cervicapra (Antilope cervicapra) |
|  |                                           |

|  | Eudorcas |
|  |          |
|  | Nanger   |
|  |          |

|  | Gazella                                   |
|  |                                           |
|  | Antilope cervicapra (Antilope cervicapra) |
|  |                                           |

|  | Eudorcas |
|  |          |
|  | Nanger   |
|  |          |

|  | Gerenuk (Litocranius walleri)              |
|  |                                            |
|  | Antilope saltante (Antidorcas marsupialis) |
|  |                                            |

|  | Gazella                                   |
|  |                                           |
|  | Antilope cervicapra (Antilope cervicapra) |
|  |                                           |

|  | Eudorcas |
|  |          |
|  | Nanger   |
|  |          |

|  | Gazella                                   |
|  |                                           |
|  | Antilope cervicapra (Antilope cervicapra) |
|  |                                           |

|  | Eudorcas |
|  |          |
|  | Nanger   |
|  |          |

|  | Gerenuk (Litocranius walleri)              |
|  |                                            |
|  | Antilope saltante (Antidorcas marsupialis) |
|  |                                            |

|  | Gazella                                   |
|  |                                           |
|  | Antilope cervicapra (Antilope cervicapra) |
|  |                                           |

|  | Eudorcas |
|  |          |
|  | Nanger   |
|  |          |

|  | Gazella                                   |
|  |                                           |
|  | Antilope cervicapra (Antilope cervicapra) |
|  |                                           |

|  | Eudorcas |
|  |          |
|  | Nanger   |
|  |          |

|  | Gerenuk (Litocranius walleri)              |
|  |                                            |
|  | Antilope saltante (Antidorcas marsupialis) |
|  |                                            |

|  | Gazella                                   |
|  |                                           |
|  | Antilope cervicapra (Antilope cervicapra) |
|  |                                           |

|  | Eudorcas |
|  |          |
|  | Nanger   |
|  |          |

|  | Gazella                                   |
|  |                                           |
|  | Antilope cervicapra (Antilope cervicapra) |
|  |                                           |

|  | Eudorcas |
|  |          |
|  | Nanger   |
|  |          |

|  | Gerenuk (Litocranius walleri)              |
|  |                                            |
|  | Antilope saltante (Antidorcas marsupialis) |
|  |                                            |

|  | Gazella                                   |
|  |                                           |
|  | Antilope cervicapra (Antilope cervicapra) |
|  |                                           |

|  | Eudorcas |
|  |          |
|  | Nanger   |
|  |          |

|  | Gazella                                   |
|  |                                           |
|  | Antilope cervicapra (Antilope cervicapra) |
|  |                                           |

|  | Eudorcas |
|  |          |
|  | Nanger   |
|  |          |

|  | Gerenuk (Litocranius walleri)              |
|  |                                            |
|  | Antilope saltante (Antidorcas marsupialis) |
|  |                                            |

|  | Gazella                                   |
|  |                                           |
|  | Antilope cervicapra (Antilope cervicapra) |
|  |                                           |

|  | Eudorcas |
|  |          |
|  | Nanger   |
|  |          |

|  | Gazella                                   |
|  |                                           |
|  | Antilope cervicapra (Antilope cervicapra) |
|  |                                           |

|  | Eudorcas |
|  |          |
|  | Nanger   |
|  |          |

|  | Gerenuk (Litocranius walleri)              |
|  |                                            |
|  | Antilope saltante (Antidorcas marsupialis) |
|  |                                            |

|  | Gazella                                   |
|  |                                           |
|  | Antilope cervicapra (Antilope cervicapra) |
|  |                                           |

|  | Eudorcas |
|  |          |
|  | Nanger   |
|  |          |

|  | Gazella                                   |
|  |                                           |
|  | Antilope cervicapra (Antilope cervicapra) |
|  |                                           |

|  | Eudorcas |
|  |          |
|  | Nanger   |
|  |          |

|  | Gerenuk (Litocranius walleri)              |
|  |                                            |
|  | Antilope saltante (Antidorcas marsupialis) |
|  |                                            |

## Descrizione

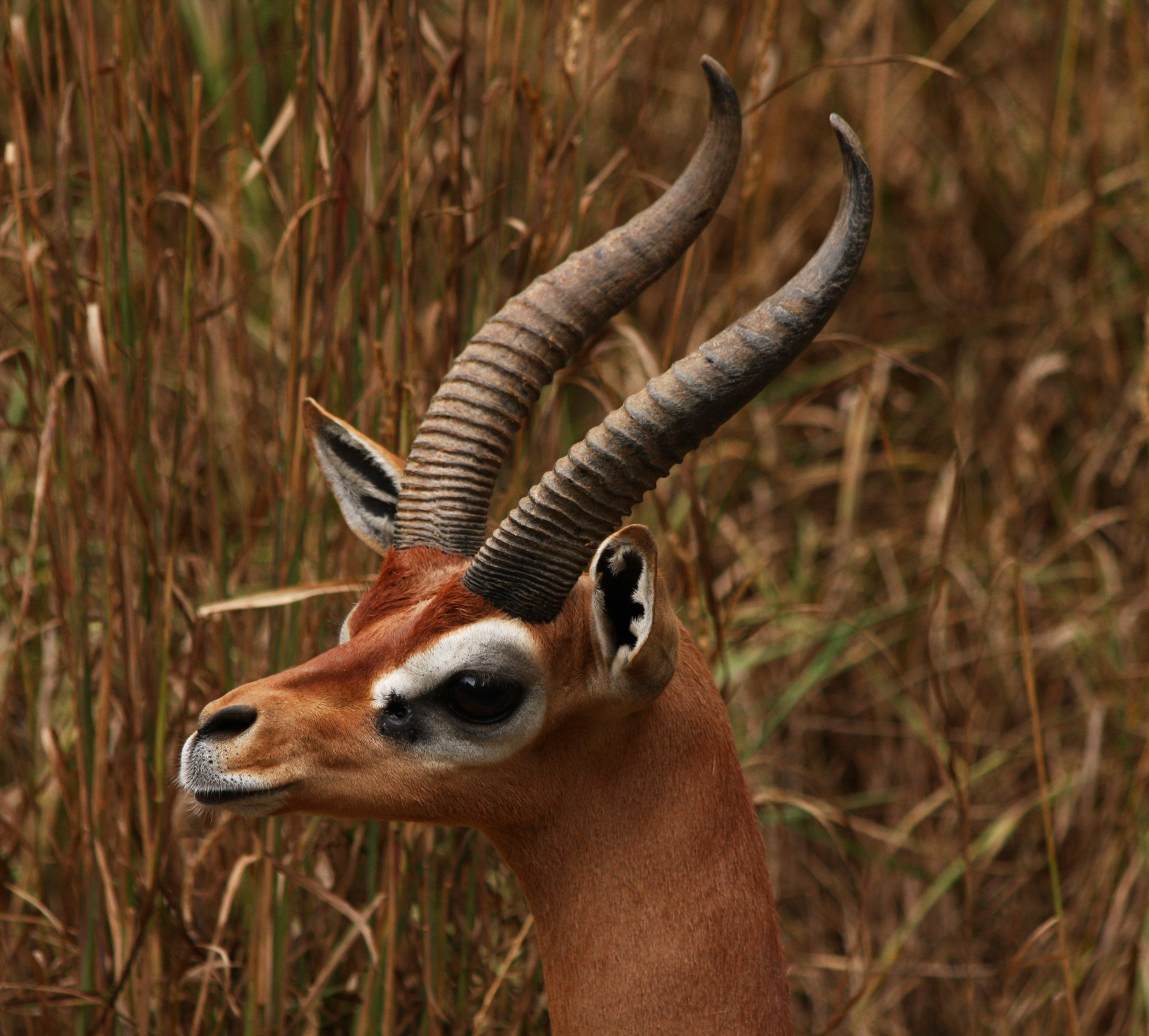
Primo piano di un maschio. Si notino i segni facciali e le corna a forma di lira.

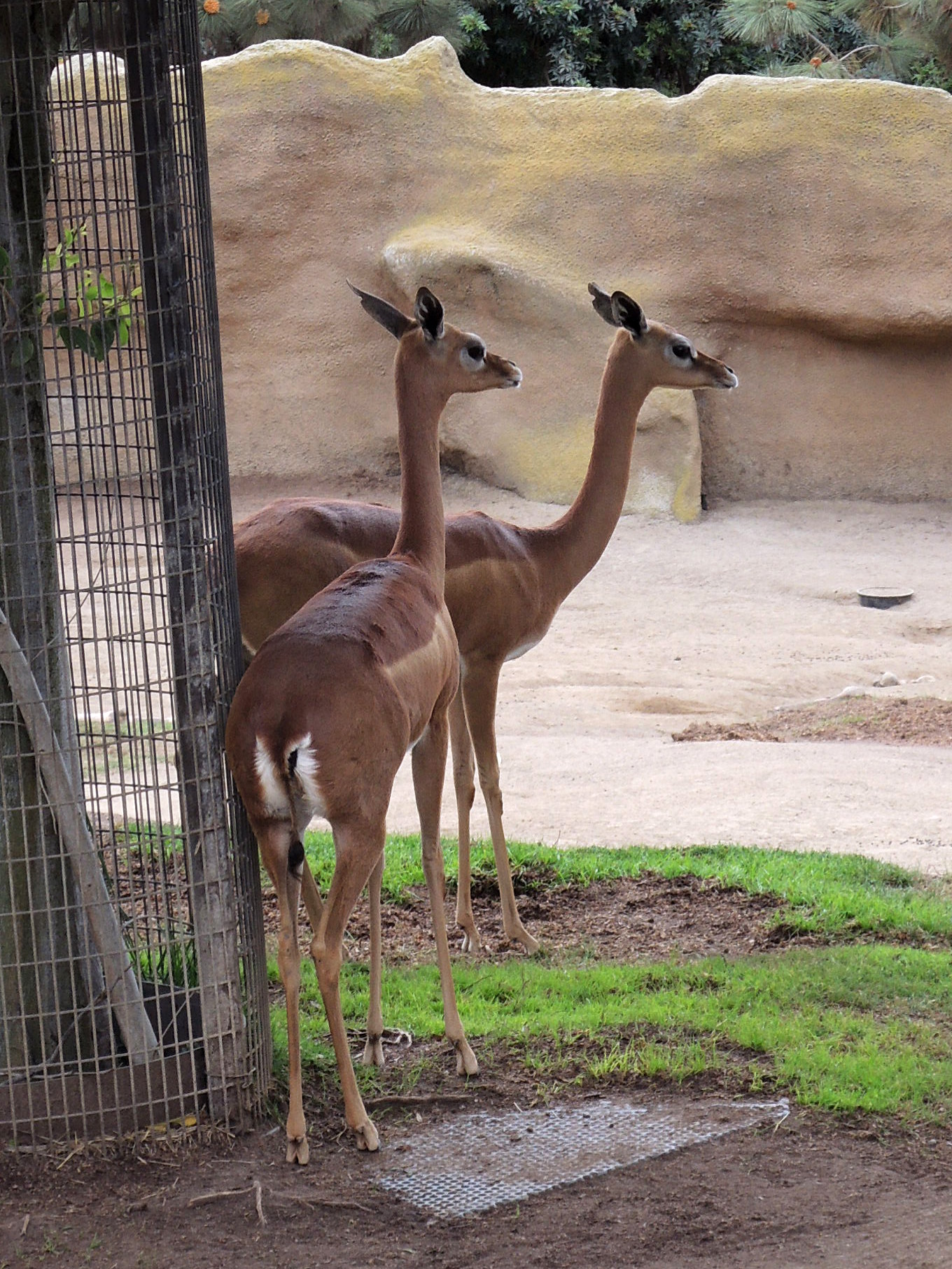
Due femmine allo zoo di San Diego.

Il gerenuk è un'antilope particolarmente alta e snella di aspetto simile alle gazzelle. È caratterizzata da collo e zampe lunghi e snelli, testa piatta a forma di cuneo e occhi grandi e rotondi. I maschi raggiungono gli 89-105 centimetri di altezza e le femmine, più basse, gli 80-100 centimetri; la lunghezza testa-corpo è di 140-160 centimetri. I maschi pesano 31-52 chilogrammi, le femmine 28-45 chilogrammi. Vi è dimorfismo sessuale. La coda, che termina con un ciuffo nero all'estremità, misura 25-35 centimetri.
Sul manto, particolarmente liscio, sono ben evidenti due tipi distinti di colorazione: il dorso bruno-rossastro (la «sella») e i fianchi più chiari, di colore dal fulvo al camoscio. Il ventre e la parte interna delle zampe sono color crema. Gli occhi e la bocca sono circondati da zone di pelo bianco. Le femmine hanno una macchia scura sulla sommità del capo. Le corna, presenti solo nei maschi, sono a forma di lira (cioè di «S»). Curvandosi all'indietro e poi leggermente in avanti, misurano 25-44 centimetri.
Il gerenuk assomiglia al dibatag, con cui condivide l'areale nella Somalia orientale e centrale e nell'Etiopia sud-orientale. Entrambi sono brachiodonti e condividono diverse caratteristiche della faccia e del cranio, oltre ad avere una colorazione bicolore del mantello e corna forti e spesse (solo nei maschi). Tuttavia, ci sono anche alcune caratteristiche che lo distinguono dal gerenuk, tra cui differenze morfologiche nell'aspetto delle corna e della loro struttura interna, della coda, dell'area postorbitale e dei processi basioccipitali. Il gerenuk ha il collo più lungo e robusto e la coda più corta. Un'ulteriore differenza, ben più difficile da notare, è l'assenza di un lobo piegato all'interno nel bordo inferiore dell'orecchio (vicino alla punta) nel gerenuk. Le sottospecie di gerenuk hanno una colorazione simile, ma quello meridionale presenta dimensioni inferiori.

## Biologia
Il gerenuk è un animale diurno, anche se in genere resta inattivo o riposa all'ombra nelle ore centrali della giornata. Gran parte dell'attività giornaliera è destinata alla ricerca del cibo e all'alimentazione; le femmine sembrano dedicare una quantità maggiore di tempo a tale attività. Il gerenuk ama esporsi alla pioggia, probabilmente per rinfrescarsi. La struttura sociale è composta da piccoli branchi di due-sei esemplari. In genere i branchi sono formati da esemplari dello stesso sesso, ma quelli delle femmine possono comprendere anche esemplari giovani. Alcuni maschi conducono un'esistenza solitaria.
Combattimenti e spostamenti sono rari: forse gli animali preferiscono risparmiare energie per la ricerca del cibo. Entrambi i sessi occupano home range di 3–6 km², che possono anche sovrapporsi. Quelli dei maschi vengono marcati con l'odore delle secrezioni delle ghiandole preorbitali e sono ben sorvegliati – potrebbero pertanto essere definiti veri territori. La tendenza a una vita sedentaria sembra aumentare con l'età.

### Alimentazione

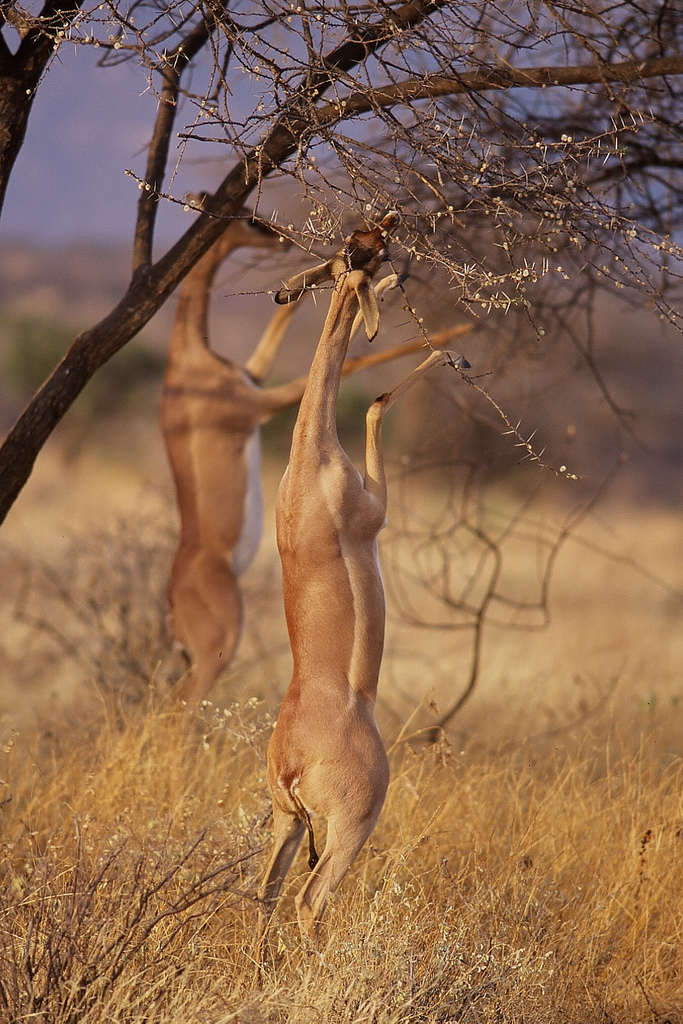
Gerenuk che brucano.

Principalmente brucatore, il gerenuk si nutre del fogliame di alberi e cespugli, ma anche di germogli, erba, fiori e frutti. È in grado di raggiungere i rami e i ramoscelli più alti meglio di altre gazzelle e antilopi stando eretto sulle zampe posteriori e allungando il collo: in questo modo, può brucare anche a più di due metri dal suolo. Quando sono disponibili, si nutre soprattutto delle foglie delle specie di Acacia, mentre le specie sempreverdi costituiscono il nocciolo della dieta durante i periodi di siccità. La forma appuntita del muso lo aiuta ad estrarre le foglie dalla vegetazione spinosa. Il gerenuk non beve acqua regolarmente. I principali predatori di questa antilope sono licaoni, ghepardi, iene, leoni e leopardi.

### Riproduzione
I gerenuk si riproducono durante tutto l'anno. Le femmine raggiungono la maturità sessuale a circa un anno di età e i maschi a un anno e mezzo, ma in natura possono riprodursi con successo solo dopo aver acquisito un territorio (intorno ai tre anni e mezzo). Il periodo di gestazione è di circa sette mesi. Viene dato alla luce un unico piccolo, del peso di circa 3 chilogrammi. Presso il White Oak Conservation di Yulee, in Florida, è stato effettuato per la prima volta con successo, nel 2010, un tentativo di fecondazione artificiale, che ha portato alla nascita di quattro femmine; una di queste è stata successivamente inseminata con successo dalla White Oak e dalla SEZARC (South-East Zoo Alliance for Reproduction & Conservation), dando vita a una seconda generazione di piccoli nati da inseminazione artificiale. Il gerenuk può vivere fino a tredici anni o più in cattività e almeno otto anni in natura.